# Trochonerilla mobilis
Trochonerilla mobilis är en ringmaskart som beskrevs av Alexander B. Tzetlin och Saphonov 1992. Trochonerilla mobilis ingår i släktet Trochonerilla och familjen Nerillidae. Inga underarter finns listade i Catalogue of Life.